# Associazione Sportiva Aeronautica Umbra S.A. 1942-1943
Questa voce raccoglie le informazioni riguardanti l'Associazione Sportiva Aeronautica Umbra S.A. nelle competizioni ufficiali della stagione 1942-1943.

## Rosa
| N. |                   | Ruolo | Calciatore         |
| -- | ----------------- | ----- | ------------------ |
|    | Italia (bandiera) | C     | Leandro Bigon      |
|    | Italia (bandiera) | C     | Silvio Brioschi    |
|    | Italia (bandiera) | A     | G. Capello         |
|    | Italia (bandiera) | C     | F. Casuzzi         |
|    | Italia (bandiera) | A     | O. Censi           |
|    | Italia (bandiera) | C     | Giuseppe Chiodi    |
|    | Italia (bandiera) | C     | E. Daniele         |
|    | Italia (bandiera) | C     | A. Fiore           |
|    | Italia (bandiera) | A     | Michele Giancaspio |
|    | Italia (bandiera) | A     | Amleto Mattioli    |

| N. |                    | Ruolo | Calciatore      |
| -- | ------------------ | ----- | --------------- |
|    | Italia (bandiera)  | C     | Ubaldo Nafissi  |
|    | Italia (bandiera)  | C     | S. Palladino    |
|    | Italia (bandiera)  | D     | Plinio Patuelli |
|    | Italia (bandiera)  | P     | Remo Peroncelli |
|    | Italia (bandiera)  | P     | A. Pieroni      |
|    | Italia (bandiera)  | D     | Guglielmo Puzzo |
|    | Italia (bandiera)  | A     | Lanfranco Ragni |
|    | Uruguay (bandiera) | C     | Ugo Tortora     |
|    | Italia (bandiera)  | A     | Vincenzo Volpe  |